# Botanical Journal of the Linnean Society
Le Botanical Journal of the Linnean Society (Bot. J. Linn. Soc.) est une revue scientifique britannique à comité de lecture publiant des articles originaux sur la taxonomie de tous les groupes de plantes et de champignons, du point de vue anatomie, biosystématique, cytologie, écologie, ethnobotanique, microscopie électronique, morphogénèse, paléobotanique, palynologie et phytochimie.
Après avoir été publié par John Wiley & Sons pour la Société linnéenne de Londres, il est publié depuis janvier 2017 par Oxford University Press. Il est disponible en formats papier et électronique.
Le premier numéro fut publié en mars 1856 (vol. 1, no 1) sous le titre de Journal of the Proceedings of the Linnean Society of London. Botany, jusqu'en juin 1865 (vol. 9, no 33–34) où il devient Journal of the Linnean Society of London, Botany. Il adopta son titre actuel en janvier 1969 (vol. 62, no 1).
Comme le Biological Journal of the Linnean Society (publié depuis 1858), il a évolué à partir du journal originel de la Société, Transactions, qui avait couvert les premiers articles de Darwin et Wallace, jusqu'à devenir une publication de référence en matière de botanique.
En 2015, son facteur d'impact était de 2,534.